# Psydrax banksii
Psydrax banksii är en måreväxtart som beskrevs av Sally T. Reynolds och Rodney John Francis Henderson. Psydrax banksii ingår i släktet Psydrax och familjen måreväxter. Inga underarter finns listade i Catalogue of Life.